# Och Piccadilly Circus ligger inte i Kumla (film)
Och Piccadilly Circus ligger inte i Kumla är en svensk dramafilm från 2014 i regi av Bengt Danneborn. Filmen bygger på Håkan Nessers roman med samma namn från 2002, och i rollerna ses bland andra Anton Ahremalm, Amanda Ekblom-Käck och Tom Lofterud.

## Rollista
- Anton Ahremalm – Mauritz
- Amanda Ekblom-Käck – Signhild
- Tom Lofterud – Elonsson
- Amanda Kilpeläinen Arvidsson – Mona
- Hans-Peter Öhman – Fjugesta-Hitler
- Jonas William-Olsson – torvfabrikören
- Lars Göran Ström – redaktör Nilsson
- Marcus Carlsson – Suurman
- David Levi – poeten Olsson
- Frida Calson-Öhman – Katta
- Malin Berg – Mauritz mamma
- Anders Hambraeus – Mauritz pappa
- Isabelle Moreau – Ester Bolego
- Linus Lindman – Kekkonen
- Mimmi Löfgren – Damita
- Alexander Hopman Lilja – Meandersson
- Wille Klein – Tjorven
- Robin Johansson – Biffen
- Adam Randle – Pålsboda-Karlsson
- Emelie Borg – Britt Inger
- Torun Richert – Ulrika
- Moa Eksell – Anna
- Alexandra Blaxmo – Ing-Britt
- Malin Enerholm – servitrisen
- Mathilda Rasmusson – raggarbrud
- Maria Spetz – raggarbrud
- Moa Hällzon – raggarbrud
- Anna Folkesson – raggarbrud
- Sara William-Olsson – Vivianne
- Elin Vennerstrand	– slakterikollega
- Dag Malmberg – kommissarie Vindhage
- Maria Jansson – Lisbutt
- Jennifer Karlberg	– Maria

## Om filmen
Filmen började spelas in redan i augusti 2008 i Kumla och Karlskoga och skulle först ha biopremiär 2010. Så blev inte fallet då det saknades pengar att färdigställa filmen. Filmen kunde till slut färdigställas genom att Filmregion Stockholm Mälardalen sköt till pengar. Projektet fick även stöd i form av att tre ytterligare producenter gick in och stöttade filmen.
Och Piccadilly Circus ligger inte i Kumla gjordes för produktionsbolaget Mariedamfilm AB. Den roman som ligger som förlaga omarbetades till filmmanus av regissören Bengt Danneborn och fotograferades av Johan Sandklef. Scenograf var Christine Keffel. Musiken komponerades av Christer Christensson. Filmen saknade länge distribution, men en bit in projektet gick bolaget Noble Entertainment in som distributör.
Filmen hade biopremiär den 11 april 2014.